# Leśna
Leśna (Duits: Marklissa) is een stad in het Poolse woiwodschap Neder-Silezië, gelegen in de powiat Lubański. De oppervlakte bedraagt 8,56 km² en het inwonertal 4135 (2022). De stad behoorde tot de Conferentie van Potsdam in 1945 tot Duitsland en bevond zich in de provincie Neder-Silezië.

## Gemeente Leśna
De gemeente omvat volgende kernen en stadsdelen:
- Bartoszówka (Scholzendorf)
- Grabiszyce (Gerlachsheim), bestaand uit
  - Grabiszyce Dolne (Nieder Gerlachsheim),
  - Grabiszyce Górne (Ober Gerlachsheim) en
  - Grabiszyce Średnie (Mittel Gerlachsheim)
- Kościelniki Górne (Obersteinkirch)
- Kościelniki Średnie (Mittelsteinkirch)
- Miłoszów (Hartmannsdorf)
- Pobiedna (Wigandsthal)
- Smolnik (Schadewalde)
- Stankowice (Rengersdorf)
- Szyszkowa (Oberörtmannsdorf)
- Świecie (Schwerta, 1937-45 Schwertburg)
- Wolimierz (Volkersdorf)
- Zacisze (Hartha)
- Złotniki Lubańskie (Goldentraum)
- Złoty Potok (Goldbach)

## Verkeer en vervoer

### Spoorlijnen

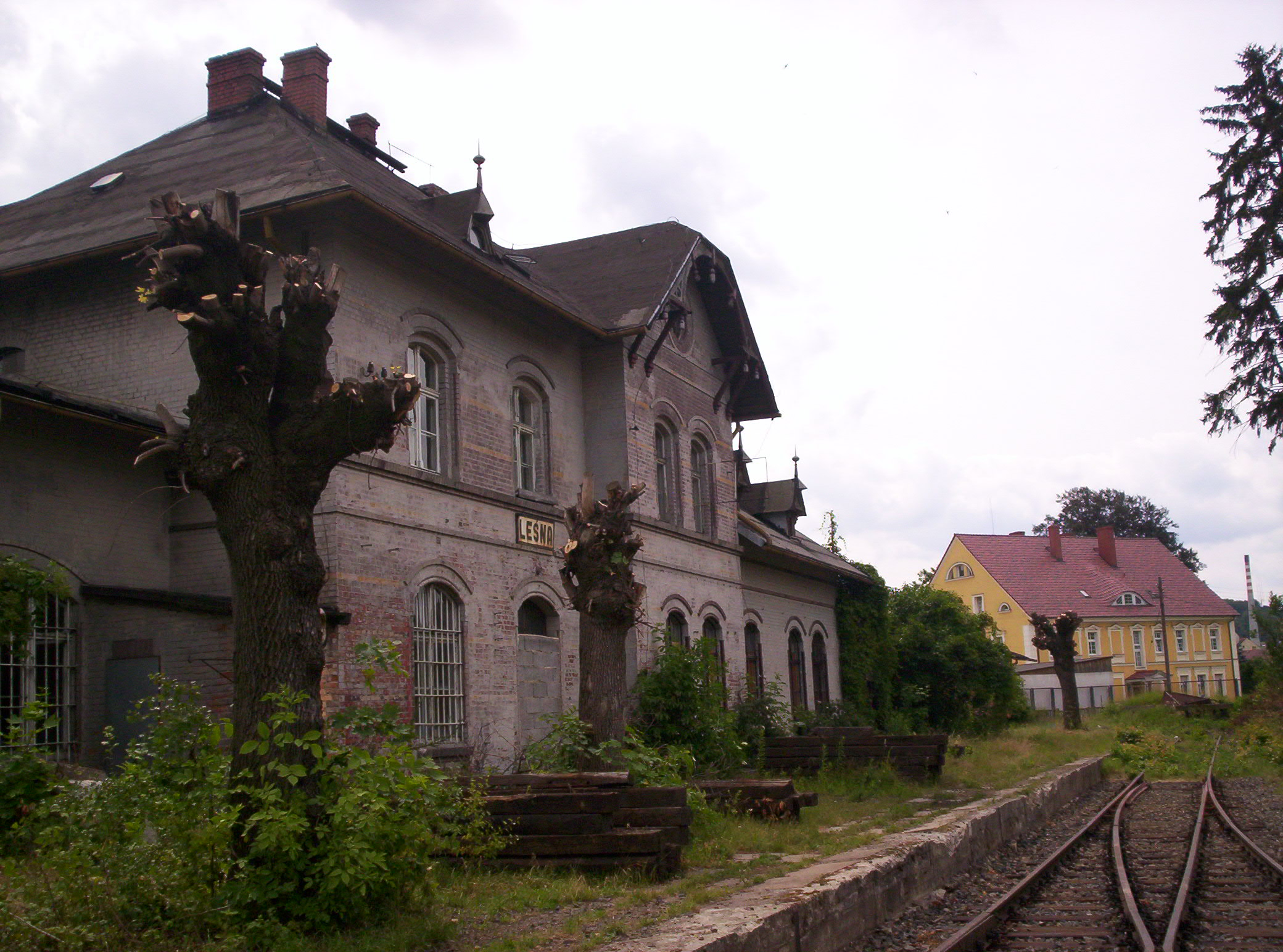
Voormalig station (2008)

Van 1896 tot en met 2004 had Leśna een station. Het station werd in 1896 geopend onder de naam Marklissa. In 1945 werd de naam gewijzigd in Leszna nad Gwizdem en in 1947 in Leśna, de naam die het tot de sluiting droeg. Na de sluiting werd het stationsgebouw voor andere doeleinden gebruikt en het plein voor het station ingericht als busstation. Inmiddels is het stationsgebouw in onbruik geraakt.

## Geboren in Leśna
- Johann Georg Walther (1708-1761), Duits pedagoog en etnoloog